# Pselliophora stigmatica
Pselliophora stigmatica är en tvåvingeart. Pselliophora stigmatica ingår i släktet Pselliophora och familjen storharkrankar.

## Underarter
Arten delas in i följande underarter:
- P. s. flavoscutellaris
- P. s. stigmatica